# Muntanyes de Ciucaș

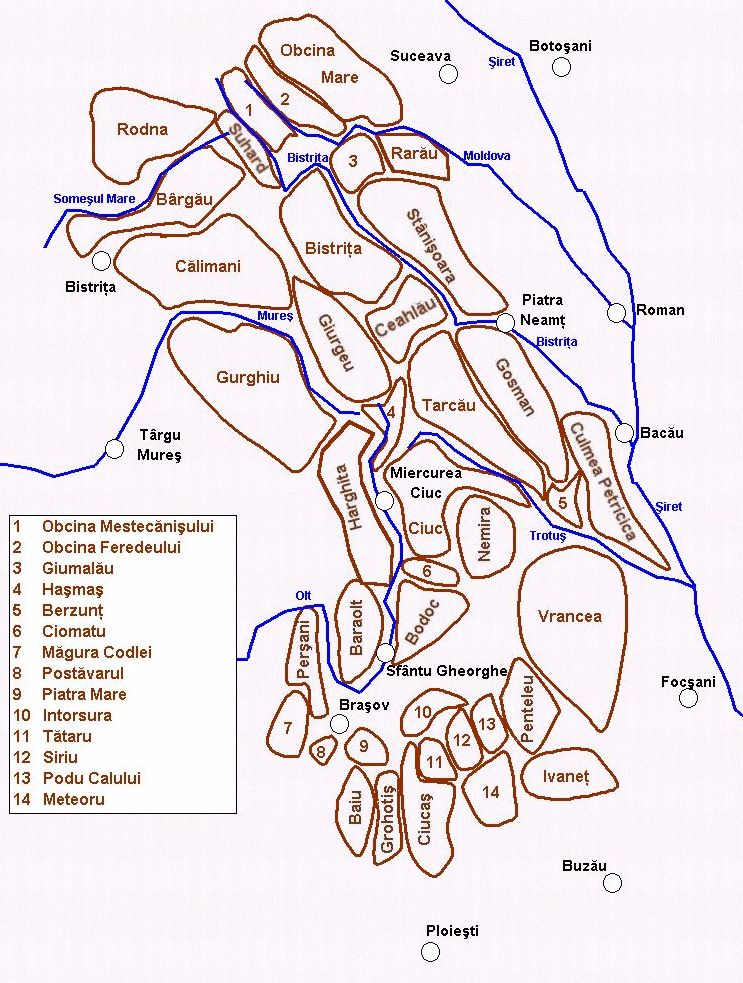
Mapa dels Carpats Orientals, amb les muntanyes de Ciucaș a l'extrem sud

Les muntanyes de Ciucaș (en romanès: Munții Ciucaș, hongarès: Csukás-hegység) és una serralada de Romania. Es troba a la part nord del comtat de Prahova i es troba a la frontera amb el comtat de Brașov.
El pic més alt és el Vârful Ciucaș (Pic Ciucaș), amb 1.954 metres; altres cims són Gropșoare a 1.883 metres, Tigăile Mari a 1.844 metres i Zăganu a 1.817 metres. La serralada consta de dues carenes: la carena Ciucaș – Bratocea en direcció sud-oest-nord-est i la carena Gropșoarele – Zăganu en direcció nord-oest-sud-est, unides per la sella formada pel pic Chirușca. La cresta de Ciucaș es troba al nord i comprèn el pic de Ciucaș, mentre que la cresta de Bratocea es troba al sud i té una longitud de més de 5 quilòmetres.
Les capçaleres del riu Buzău, el riu Teleajen, el riu Tărlung i molts altres es troben en aquestes muntanyes.
A Romania, les muntanyes de Ciucaș es consideren part dels Carpats de Curvatura. Geològicament, segons les divisions dels Carpats, la serralada forma part dels Carpats Moldava-Munteni, del grup més gran dels Carpats Orientals Exteriors. Limita al nord-est amb les muntanyes Tătaru a l'est, les muntanyes Întorsurii al nord, i les muntanyes Grohotiș a l'oest.
El poble de Cheia és a prop de la muntanya.